# Guarani de Palhoça Futebol
Guarani de Palhoça Futebol is een Braziliaanse voetbalclub uit de stad Palhoça (Santa Catarina).

## Geschiedenis
De club werd opgericht in 1928  als Sociedade Esportiva, Recreativa e Cultural Guarani, bijgenaam Guarani de Palhoça en speelde voor het eerst in 2000 in de tweede klasse van het Campeonato Catarinense, de staatscompetitie. Na de titel in 2003 promoveerde de club naar de hoogste klasse. De club speelde tot 2008 in de hoogste klasse en tuimelde dan naar de derde klasse voor twee seizoenen. In 2012 werd de club opnieuw kampioen in de tweede klasse, maar kon in de hoogste klasse het behoud niet verzekeren. Dankzij een goede notering in de staatsbeker Copa Santa Catarina kon de club zich wel kwalificeren voor de nationale Série D 2014, waar de club laatste werd in de groepsfase. In 2015 speelde de club opnieuw in de hoogste klasse en degradeerde eigenlijk, maar doordat Atlético de Ibirama verstek gaf voor het seizoen 2016 mocht de club opnieuw in de hoogste klasse aantreden en de club veranderde dat jaar ook de naam in Guarani de Palhoça Futebol. Het bleek uitstel van executie, er volgde een nieuwe degradatie. In 2017 werd de club door een slechter doelsaldo vijfde in de stand en miste zo de eindronde om promotie. 